# スチームワールド ディグ
『スチームワールド ディグ』（SteamWorld Dig）は、スウェーデンのゲーム開発会社Image & Formが開発したアクションゲーム。同社が手掛ける「スチームワールド」シリーズの第2作目。
本稿では、シリーズ第4作目にあたる本作の続編『スチームワールドディグ2』についても記述する。

## 概要
スチームパンクと西部劇を融合したニンテンドーDSiウェア『SteamWorld Tower Defense』（2010年）の世界観を継承した作品で、ゲームジャンルは前作のタワーディフェンスから探索型の2Dタイプアクションゲーム（メトロイドヴァニア）に変更している。鉱山内にある「ステーション」と呼ばれる施設により新たな能力（蒸気機関により水を消費するものが多い）を得るほか、町のショップで能力値を上げることが出来る。
2013年に発売されたニンテンドー3DS版の好評を受け、HD化した上で様々なプラットフォームに移植された。日本では、インターグローによりニンテンドー3DS、PlayStation 4、PlayStation Vita、Wii U版が、フライハイワークスによりNintendo Switch版がローカライズされている。
人類が世界大戦により破局を迎えてから数百年後の物語であり、続編では人類が僅かながら地下で生活をしている。

## 登場キャラクター
ラスティ
本作の主人公であるスチームロボ。亡くなった叔父からタンブルトンの鉱山を相続する。
鉱山を採掘して、さびれた鉱山の町を復興させていく。
ドロシー
タンブルトンの両替屋。鉱山で掘った鉱石は彼女が換金してくれるが、その額（通算）に応じて町のレベルが上がり、ショップが充実していく。
クランキー
アップグレードショップの店主。ドロシーの父親。鉱山で右足を失っている。

## スチームワールドディグ2
『スチームワールドディグ2』（SteamWorld Dig 2）は、2017年に発売されたアクションゲーム。『スチームワールド ディグ』の続編で、「スチームワールド」シリーズの第4作目。
本作では前作で脇役として登場したドロシーが主人公となり、行方不明になった前作の主人公ラスティを捜索する。素材がランダム配置だった前作とは異なり、細部まで全て手作業で配置をするようになったほか、全体的にボリュームアップしている。

## 評価
スチームワールドディグ2
- IGN Best of 2017 Awards 「Best Action-Adventure Game」「Best Switch Game」ノミネート[8][9]
- 17th Annual National Academy of Video Game Trade Reviewers（英語版） Awards 「Game Engineering」ノミネート[10]
- 2018 Nordic Game Awards 「Nordic Game of the Year」「Best Game Design」ノミネート[11]